# Jef Blaaskop
Jef Blaaskop is een bijpersonage uit de reeks Suske en Wiske.
Hij maakte zijn debuut als antagonist in Op het eiland Amoras (1946). In dit verhaal is hij de leenheer van Amoras en leider van 'de Vetten'. Tijdens een aanval door de andere bevolkingsgroep van het eiland, 'de Mageren', probeert hij de stad te ontvluchten. Dan wordt hij door Wiske overvallen, die hem de sleutel van de stad afhandig maakt. Hierna vlucht hij alsnog naar zee, vanwaar hij van zijn schip "De Galblaas" probeert herrie en onenigheid te schoppen op het eiland. Na een laatste confrontatie toont hij berouw en krijgt hij samen met de andere Vetten een heropvoedingscursus. Hierna gaat hij het beroep van tandarts uitoefenen.
In De stalen bloempot blijkt hij twee broers te hebben, de tweelingen Alowisius en Dokus, van wie de eerste stadhouder is en de laatste de geheime leider van de "bende van de stalen bloempot". Jef Blaaskop staat in dit verhaal Suske, Wiske en Lambik bij, die het tegen deze bende opnemen.
In Amoris van Amoras is Jef Blaaskop zelf de deugdzame koning van Amoras geworden. 
In De verdwenen verteller komt hij weer terug als de mens in het allereerste verhaal. Dit verhaal speelt zich namelijk af vóór de gebeurtenissen van Amoris van Amoras.  Dan heeft hij een uitgeverij opgericht, De Galblaas.
In De zorgzoekers is Jef de leider van een politieke partij. Deze 'Blaaskop Boven' strijdt om de macht tegen 'Antigoon Vooruit'.

## Varia
- In de stripreeks Amoras noemt Jérusalem de Fatties (Vetten) ook wel blaaskoppen. In deze stripreeks komt een nakomeling van Jef Blaaskop voor, Babar Blaaskop.